# Nuri
Nuri est un prénom mixte turc.

## Personnalités portant ce prénom
- Pour l'ensemble des articles sur les personnes portant ce prénom, consulter :
  - la liste des articles dont le titre commence par ce prénom
  - les listes produites par Wikidata : Liste des personnes de prénom « Nuri » — même liste en incluant les éventuels prénoms composés qui contiennent « Nuri ».
- Nuri Albala
- Nuri Bilge Ceylan
- Nuri Demirağ
- Nuri Dersimi
- Nuri Şahin